# Ardon (Fluss)
Der Ardon (russisch Ардо́н; ossetisch Ӕрыдонⓘ Ærydon, Bedeutung etwa Wilder Fluss) ist ein 102 km langer linker Nebenfluss des Terek in der russischen Kaukasus-Republik Nordossetien-Alanien mit einem Einzugsgebiet von 2700 km².

## Flusslauf
Der Ardon entspringt direkt nördlich der Hauptwasserscheide des Kaukasus im Sewero-Ossetinski Sapowednik, dem Nordossetischen Naturschutzgebiet.
Das Tal des Ardon bildet eines der Haupttäler Nordossetiens. Er durchquert das Gebirge in überwiegend nordnordöstlicher Richtung und passiert dabei den Ort Nischni Unal. Etwa 25 Kilometer oberhalb der Mündung, bei der am linken Flussufer gelegenen Stadt  Alagir erreicht der Fluss die Tiefebene. Er durchquert diese auf den folgenden 20 Kilometern. Er passiert die westlich gelegene Stadt Ardon und wendet sich auf seinen letzten 5 Kilometern in Richtung Nordnordwest, nimmt noch den Fiagdon von rechts auf und trifft schließlich auf den nach Nordwesten strömenden Terek.

## Wasserkraftnutzung
An seinem Oberlauf wurde seit den 1970er Jahren an mehreren Wasserkraftwerken gebaut. Nachdem die Bauarbeiten ab Mitte der 1980er Jahre für mehr als ein Jahrzehnt brachlagen, wurden sie Ende des letzten Jahrtausends wieder aufgenommen. Die Inbetriebnahme des ersten Kraftwerkes, von Saramang-I, fand Ende 2009 statt, jedoch scheint die Stromproduktion schon Ende 2010 wieder eingestellt worden zu sein.